# Isotropis forrestii
Isotropis forrestii är en ärtväxtart som beskrevs av Ferdinand von Mueller. Isotropis forrestii ingår i släktet Isotropis och familjen ärtväxter. Inga underarter finns listade i Catalogue of Life.